# Соколов, Станислав Осипович
Станислав Осипович Соколов (25 октября 1905 — н/д) — советский военачальник, военный лётчик, участник Советско-финляндской и Великой Отечественной войн, командир 124-й и 142-й истребительных авиационных дивизий ПВО во время войны, полковник (02.08.1944).

## Биография
Станислав Осипович Соколов родился 25 октября 1905 года в Одессе в Российской империи. Поляк.
В Красной армии с июня 1926 года по июнь 1938 года и с сентября 1939 года.
Окончил Военно-теоретическую школу ВВС РККА в Ленинграде в 1927 году, 1-ю военную школу летчиков имени А. Ф. Мясникова в 1928 году, Курсы ПВО при Школе зенитной артиллерии в 1930 году, Высшую летно-тактическую школу в Липецке в 1936 году.
До службы в армии в 1921—1926 годах работал телеграфистом в Одесском управлении Юго-Западной железной дороги. В июне 1926 года поступил курсантом в Военно-теоретическую школу ВВС РККА в Ленинграде. 30 июня 1927 года окончил её и направлен для дальнейшего обучения в 1-ю военную школу летчиков имени А. Ф. Мясникова в пос. Кача. По завершении обучения в конце декабря 1928 года направлен в 73-й отдельный истребительный авиационный отряд 5-й авиационной бригады ВВС Украинского военного округа, где проходил службу младшим и старшим летчиком, командиром звена. В ноябре 1931 года назначен командиром отряда в 93-ю истребительную авиационную эскадрилью Житомирской авиабригады. С июля 1934 года — командир 109-ю отдельной истребительной авиационной эскадрильи, с сентября — командиром в 74-й отдельный истребительный авиационный отряд Киевской авиационной бригады.
С февраля 1935 года на учёбе в Высшей летно-тактической школе в Липецке, по окончании которой в феврале 1936 года назначен командиром отдельного авиаотряда НИИ ВВС РККА. С 21 июня 1936 года — в запасе. Командовал летным подразделением Главного управления государственной съёмки и картографии НКВД. В сентябре 1939 года вновь призван в РККА и назначен помощником командира эскадрильи 24-го истребительного авиационного полка 2-й авиабригады ВВС МВО. В феврале 1940 года направлен помощником командира эскадрильи 153-го истребительного авиационного полка на Северо-Западный фронт, где принял участие в Советско-финляндской войне.
С июня 1940 года назначен помощником командира 153-го истребительного авиационного полка, а в августе — инспектором-летчиком по технике пилотирования 5-й смешанной авиационной дивизии ВВС Ленинградского военного округа. С марта 1941 года — командир 195-го истребительного авиационного полка ВВС Ленинградского военного округа.
С началом войны полк в составе 7-го истребительного авиационного корпуса ПВО участвовал в боях на Северном, а позже Ленинградском фронтах. В сентябре 1941 года назначен командиром 425-го истребительного авиационного полка ВВС 52-й отдельной армии. С этим полком принимал участие в Любанской наступательной и Тихвинской операциях. В октябре 1942 года назначен заместителем командира 125-й истребительной авиационной дивизии.
В апреле 1944 года подполковник Соколов назначен командиром 124-й истребительной авиационной дивизии в составе 1-й воздушной истребительной авиационной армии ПВО Московской армии ПВО Северного фронта ПВО. После завершения своего формирования дивизия выполняла задачи по прикрытию объектов Бологое, Старая Русса, Псков, Великие Луки, Резекне. В конце декабря 1944 года полковник Соколов переведен заместителем командира 142-й истребительной авиационной дивизии, а с 29 марта назначен командиром этой дивизии.
После войны исполнял должность заместителя командира 142-й истребительной авиационной дивизии, а в мае 1947 года уволен в запас.
Проживал в Одессе.

## Награды
- Орден Ленина (30.04.1954)[5]
- 2 ордена Красного Знамени (09.10.1943, 30.04.1947)[5][6];
- Орден Отечественной войны I степени (09.10.1943)[3][5];
- Орден Отечественной войны II степени (06.04.1985)[4];
- Орден Красной Звезды (03.11.1944)[3][5];
- Медаль «За Отвагу» (20.05.1940)[3][5];
- Медаль «За победу над Германией в Великой Отечественной войне 1941—1945 гг.» (09.05.1945)[3][5];
- Медаль «За оборону Ленинграда» (22.12.1942)[3][5].